# Château de Postoloprty
 (juin 2024).
La mise en forme du texte ne suit pas les recommandations de Wikipédia : il faut le « wikifier ».
Les points d'amélioration suivants sont les cas les plus fréquents. Le détail des points à revoir est peut-être précisé sur la page de discussion.
- Les titres sont pré-formatés par le logiciel. Ils ne sont ni en capitales, ni en gras.
- Le texte ne doit pas être écrit en capitales (les noms de famille non plus), ni en gras, ni en italique, ni en « petit »…
- Le gras n'est utilisé que pour surligner le titre de l'article dans l'introduction, une seule fois.
- L'italique est rarement utilisé : mots en langue étrangère, titres d'œuvres, noms de bateaux, etc.
- Les citations ne sont pas en italique mais en corps de texte normal. Elles sont entourées par des guillemets français : « et ».
- Les listes à puces sont à éviter, des paragraphes rédigés étant largement préférés. Les tableaux sont à réserver à la présentation de données structurées (résultats, etc.).
- Les appels de note de bas de page (petits chiffres en exposant, introduits par l'outil «  Source ») sont à placer entre la fin de phrase et le point final[comme ça].
- Les liens internes (vers d'autres articles de Wikipédia) sont à choisir avec parcimonie. Créez des liens vers des articles approfondissant le sujet. Les termes génériques sans rapport avec le sujet sont à éviter, ainsi que les répétitions de liens vers un même terme.
- Les liens externes sont à placer uniquement dans une section « Liens externes », à la fin de l'article. Ces liens sont à choisir avec parcimonie suivant les règles définies. Si un lien sert de source à l'article, son insertion dans le texte est à faire par les notes de bas de page.
- La présentation des références doit suivre les conventions bibliographiques. Il est recommandé d'utiliser les modèles {{Ouvrage}}, {{Chapitre}}, {{Article}}, {{Lien web}} et/ou {{Bibliographie}}. Le mode d'édition visuel peut mettre en forme automatiquement les références.
- Insérer une infobox (cadre d'informations à droite) n'est pas obligatoire pour parachever la mise en page.

Pour une aide détaillée, merci de consulter Aide:Wikification.
Si vous pensez que ces points ont été résolus, vous pouvez retirer ce bandeau et améliorer la mise en forme d'un autre article.
 (juillet 2024).

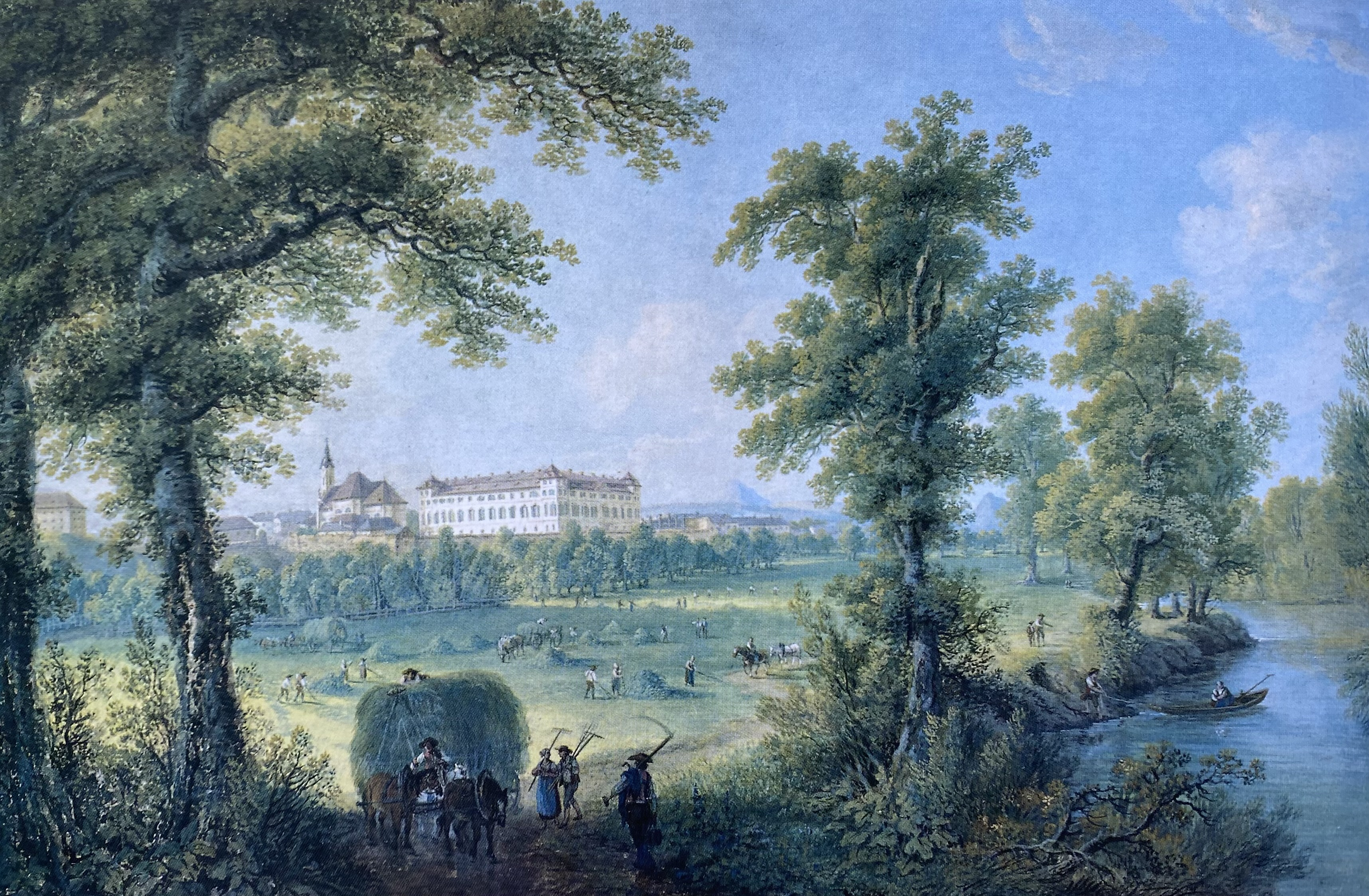
Château de Postoloprty (ou Schloss Postelberg) par Ferdinand Runk (1re moitié du XIXe siècle)

Château de Postoloprty (en tchèque : Zámek Postoloprty ; en allemand : Schloss Postelberg) est un palais baroque situé à Postoloprty en République tchèque. Le château est construit au XVIIe siècle sur l'emplacement d'un ancien monastère. Ce lieu est le siège de la famille princière Schwarzenberg jusqu'à la Seconde Guerre mondiale, date à laquelle elle fut confisquée d'abord par le Reich allemand, puis par le gouvernement tchécoslovaque. Les héritiers Schwarzenberg ne parvinrent pas à en reprendre possession et la propriété fut vendue à un homme d'affaires qui la négligea par la suite.
Le palais perd de sa superbe et se retrouve de nos jours en très mauvais état. En 2021, la commune de Postoloprty devient propriétaire du château et a pour ambition de restaurer le monument historique.

## Histoire

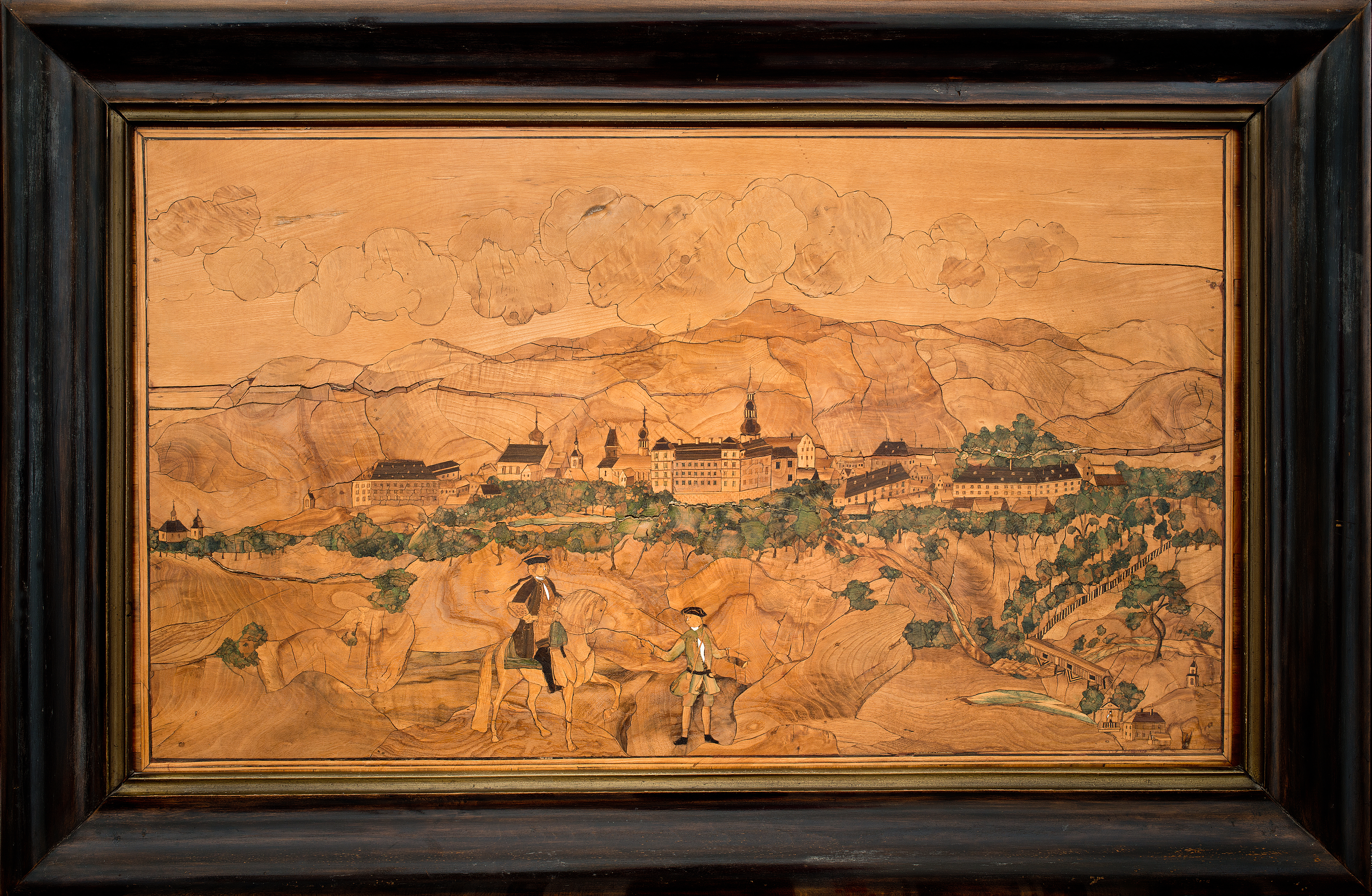
Château et ville de Postoloprty en 1727

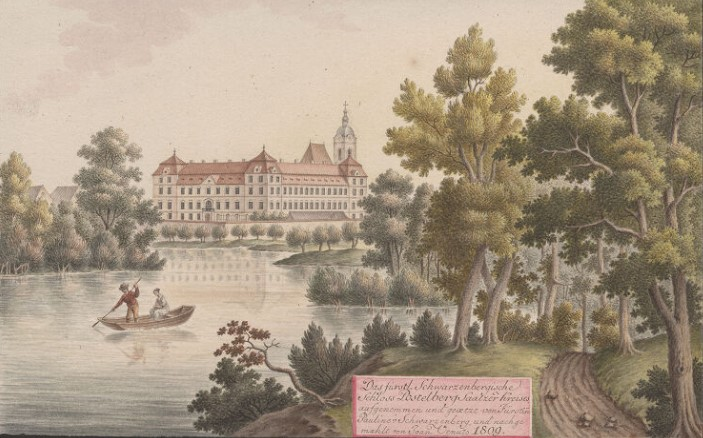
Château de Postoloprty par Pauline de Schwarzenberg (1809)

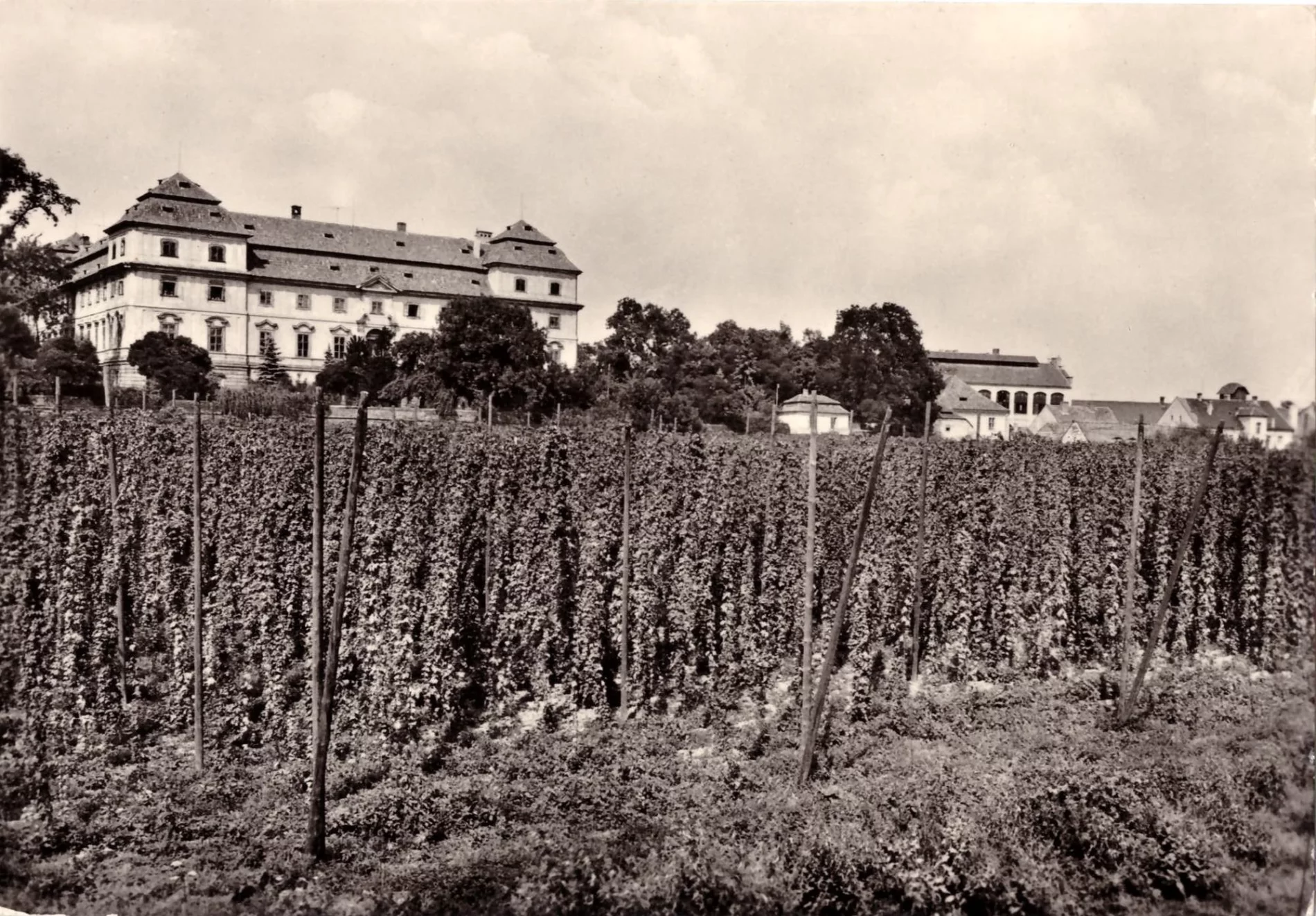
Château de Postoloprty avec une culture de houblon devant (années 1930)

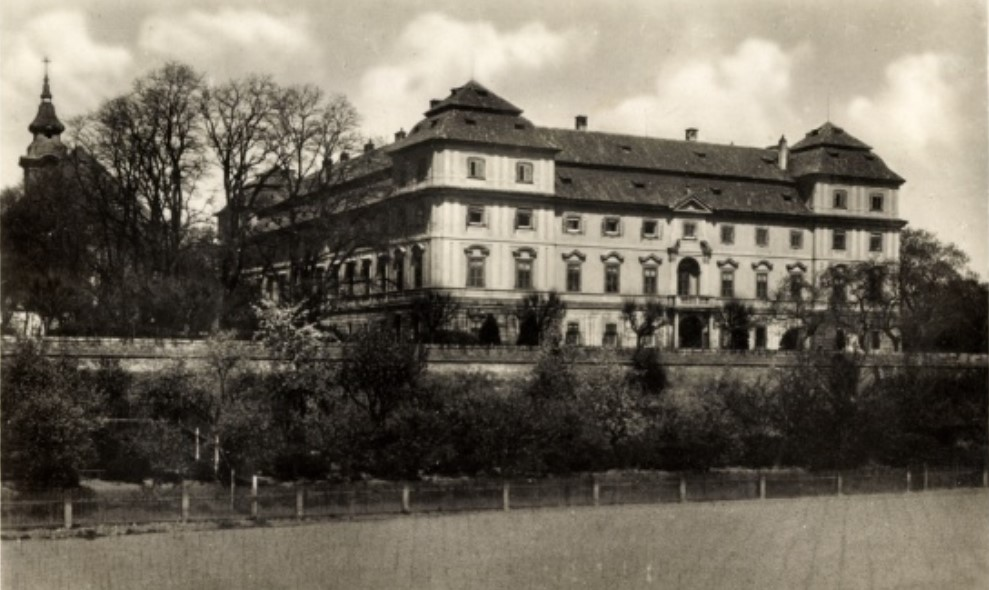
Château de Postoloprty (années 1930)

### Monastère bénédictin
Le château de Postoloprty est construit à l'emplacement d'un ancien monastère bénédictin. Le monastère et le village ont été mentionnés pour la première fois dans des documents historiques en 1125.

### Famille Weitmühl
Durant la première moitié du XVIe siècle, Sebastian von Weitmühl (en tchèque : Šebestián z Veitmile) devint seigneur de Postoloprty (1490-1549) et fit construire un château dans le village. Il apparaît pour la première fois dans des sources écrites vers 1550, lorsque sa succession fut partagée entre ses fils. Le château a été hérité par son fils Christian von Weitmühl, puis par son fils Jan Beneš von Weitmühl auf Postelberg. Après la mort de Jan Beneš, l'ensemble du domaine fut hérité par l'érudit humaniste Jan Vavřinec, qui y créa une collection d'art avec une bibliothèque. Il mourut en 1584 en Italie et son épouse Eliška de Zierotin reprit l'administration du domaine. Le dernier propriétaire de la famille Weithmühl était la fille d'Eliška, Veronika, qui vendit Postoloprty en 1600 à son mari Stephan Georg de Sternberg (en tchèque : Štěpán Jiří ze Šternberka) pour 42 000 groschen Meissen, la monnaie commune dans la région.

### Famille Sternberg
En 1611, Stéphane Georg de Sternberg fit construire un nouveau palais baroque sur l'emplacement de l'ancien château, désormais jugé inadéquat dans l'air du temps de la Renaissance. En 1620, le château fut pillé par une armée paysanne qui attaqua le camp militaire d'Ernst von Mansfeld à Postoloprty. Stephan Georg s'était déjà installé dans la ville de Louny avec ses serviteurs et ses biens de valeur avant la révolte. Les paysans tuèrent environ 350 soldats, blessèrent le capitaine Goldstein et détruisirent la bibliothèque et les archives. Georg Stephan décède en 1625 et cinq ans plus tard, ses fils se partagent le domaine. Tous deux gardèrent la moitié du château ; Jan Rudolf von Sternberg possédait la ville elle-même, tandis qu'Adam Jan héritait des villages environnants. Cependant, Adam Jan mourut en 1633 et sa part passa à son frère, qui vendit la totalité du domaine à Václav Michna de Vacínov quatre ans après.

### Famille Schwarzenberg

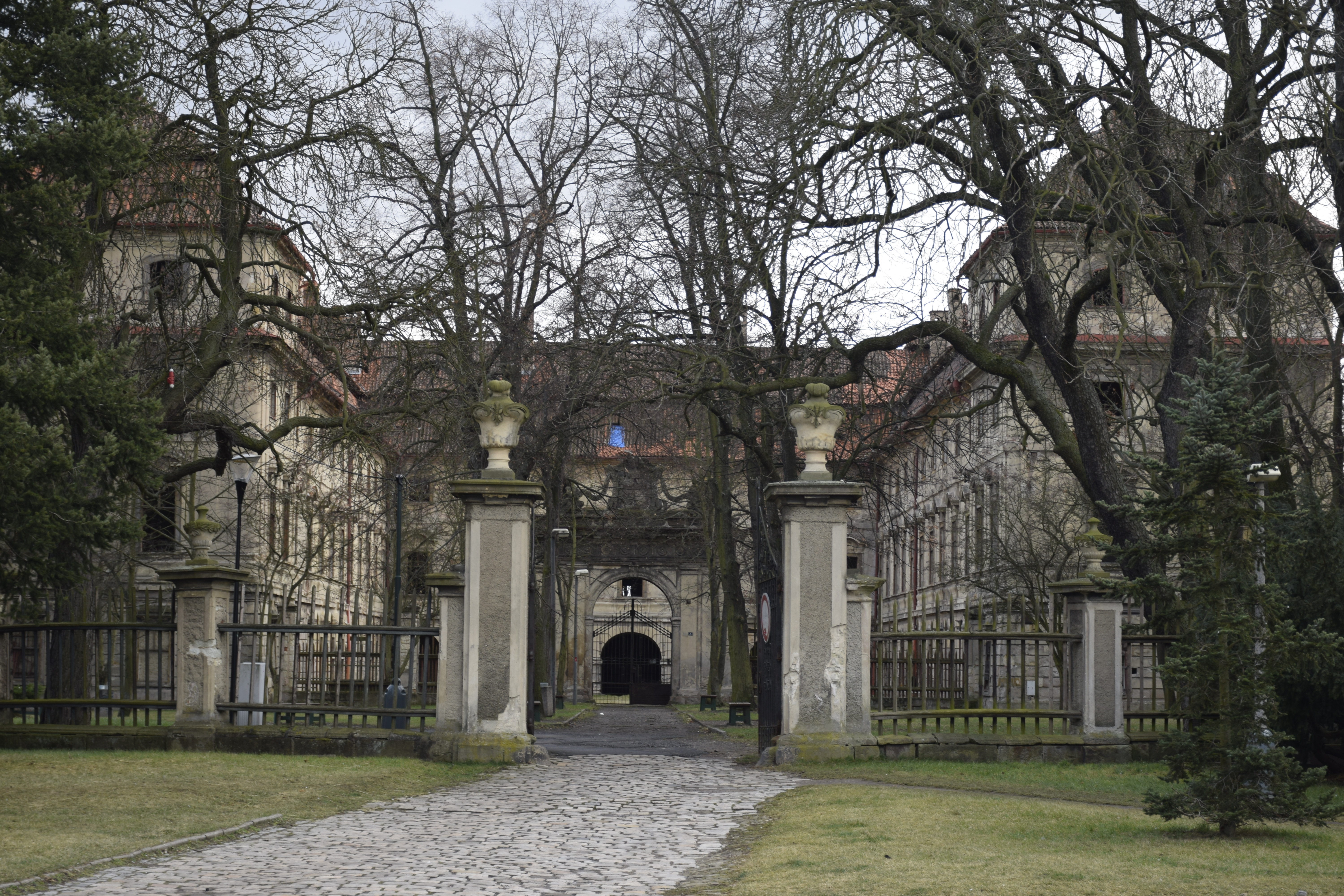
Entrée du château

Après Václav Michna, le domaine de Postoloprty fut hérité par son neveu Zikmund Norbert en 1667, qui mourut deux ans plus tard mais parvint à alourdir le domaine de dettes. La même année, le domaine endetté fut acheté par Georg Ludwig von Sinzendorf (1616-1681) pour 240 000 florins rhénans et il commença à restaurer le domaine. Après sa mort en 1681, le domaine fut hérité par son fils aîné, Christian Ludwig von Sinzendorf, mais il tomba bientôt dans la bataille contre les Turcs en 1687 et ses biens passèrent à son jeune frère Philipp von Sinzendorf (1671-1742), qui vendu à nouveau le domaine endetté en 1692 pour 600 000 florins du Rhin au prince Ferdinand de Schwarzenberg (1652-1703). Le château délabré, équipé uniquement du mobilier indispensable, servait à cette époque au séchage du houblon.
Le prince Ferdinand fit remodeler le château entre 1706 et 1718 selon les plans de l'architecte Pavel Ignác Bayer (1656-1733). Dans les années 1720, il fit également participer l'architecte viennois Gabriel de Gabrieli (1671-1747) à la reconstruction et à la conception du jardin.
La présence fréquente de troupes pendant la guerre de Sept Ans de 1756 à 1763 a gravement affecté le château, qui a même brûlé en 1768, mais le propriétaire de l'époque, le 5e prince Johann I de Schwarzenberg (1742-1789), le fit immédiatement réparer. Cependant, la reconstruction ne fut achevée qu'en 1790, car les soldats prussiens endommagèrent le château inachevé pendant la guerre de Succession de Bavière.
À côté de leurs résidences principales de Český Krumlov et Hluboká, les princes de Schwarzenberg séjournaient fréquemment dans leur château de Postoloprty.

### Adolph Schwarzenberg et la Seconde Guerre mondiale

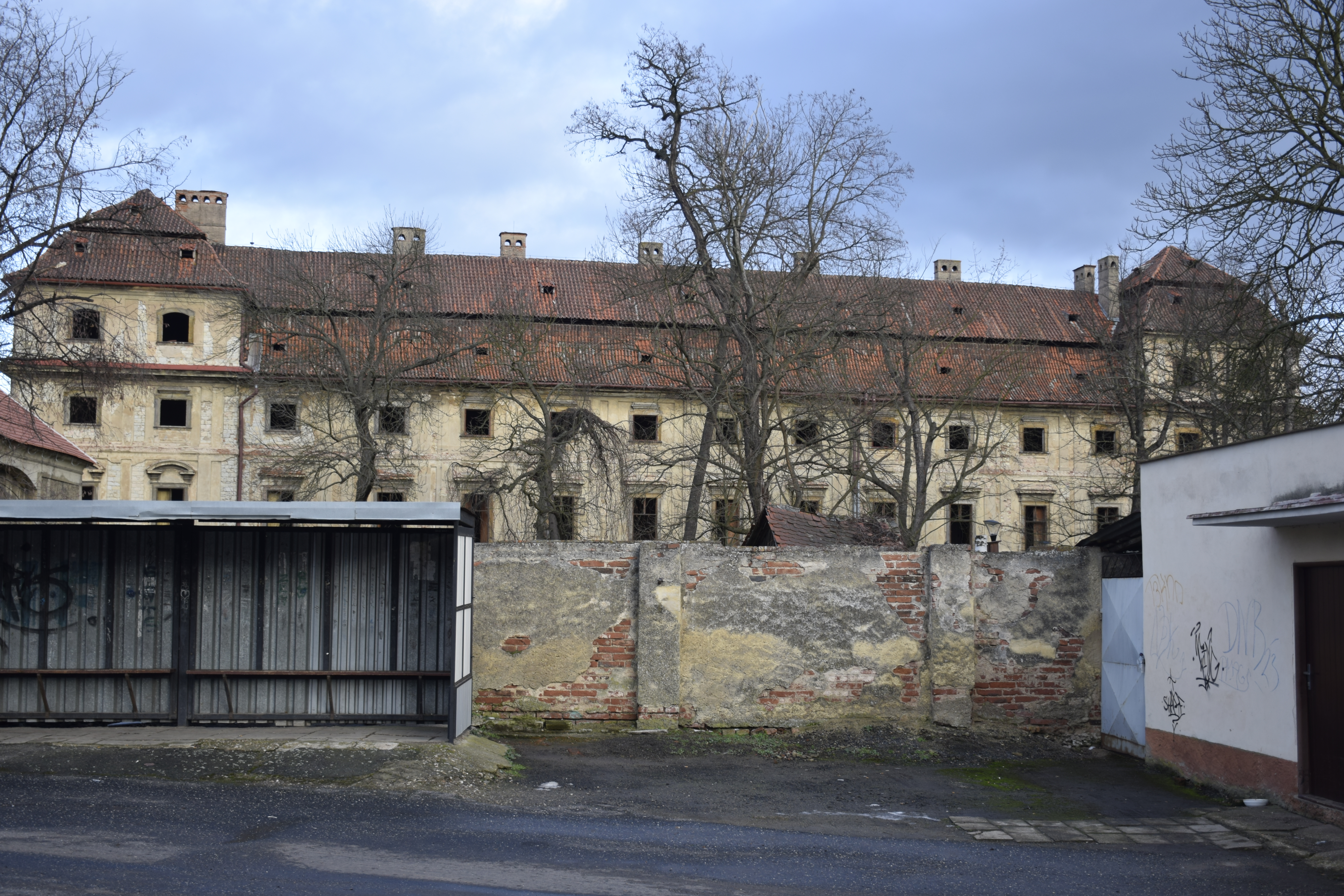
Vue arrière

Le prince Adolph Schwarzenberg (1890-1950) était un opposant déclaré au régime nazi, avant même l'invasion de la Tchécoslovaquie. Pendant la Seconde Guerre mondiale, il doit fuir vers les États-Unis d'Amérique. Le Reich allemand confisque toutes ses propriétés à sa portée. Son fils adoptif (et neveu), le prince Henri de Schwarzenberg fut emmené dans diverses prisons de la police avant d'être incarcéré au camp de concentration de Buchenwald. Le prince Henry a été libéré en 1944 et sert pendant le reste de la guerre comme travailleur forcé.
Après la fin de la Seconde Guerre mondiale, le prince Adolphe souhaite retourner en Tchécoslovaquie. Cependant, le gouvernement tchécoslovaque l'en empêche. L'État tente par la même occasion de confisquer ses propriétés en 1945 par le biais des décrets dits Beneš. Le gouvernement, de plus en plus sous influence communiste, voulait récupérer tous les biens du prince sans donner de raison ni proposer de compensation. C'est pourquoi il rédigé une loi spéciale en 1947, connue plus tard sous le nom de Lex Schwarzenberg, pour confisquer tous ses domaines, y compris le château de Postoloprty. Cette loi s'est révélée très controversée car il s'agit d'une législation ad hominem arbitraire, mais la Tchécoslovaquie devenant un régime communiste avec tout pouvoir, la loi est donc entrée en vigueur.

### De l'après-Seconde Guerre mondiale auXXIesiècle

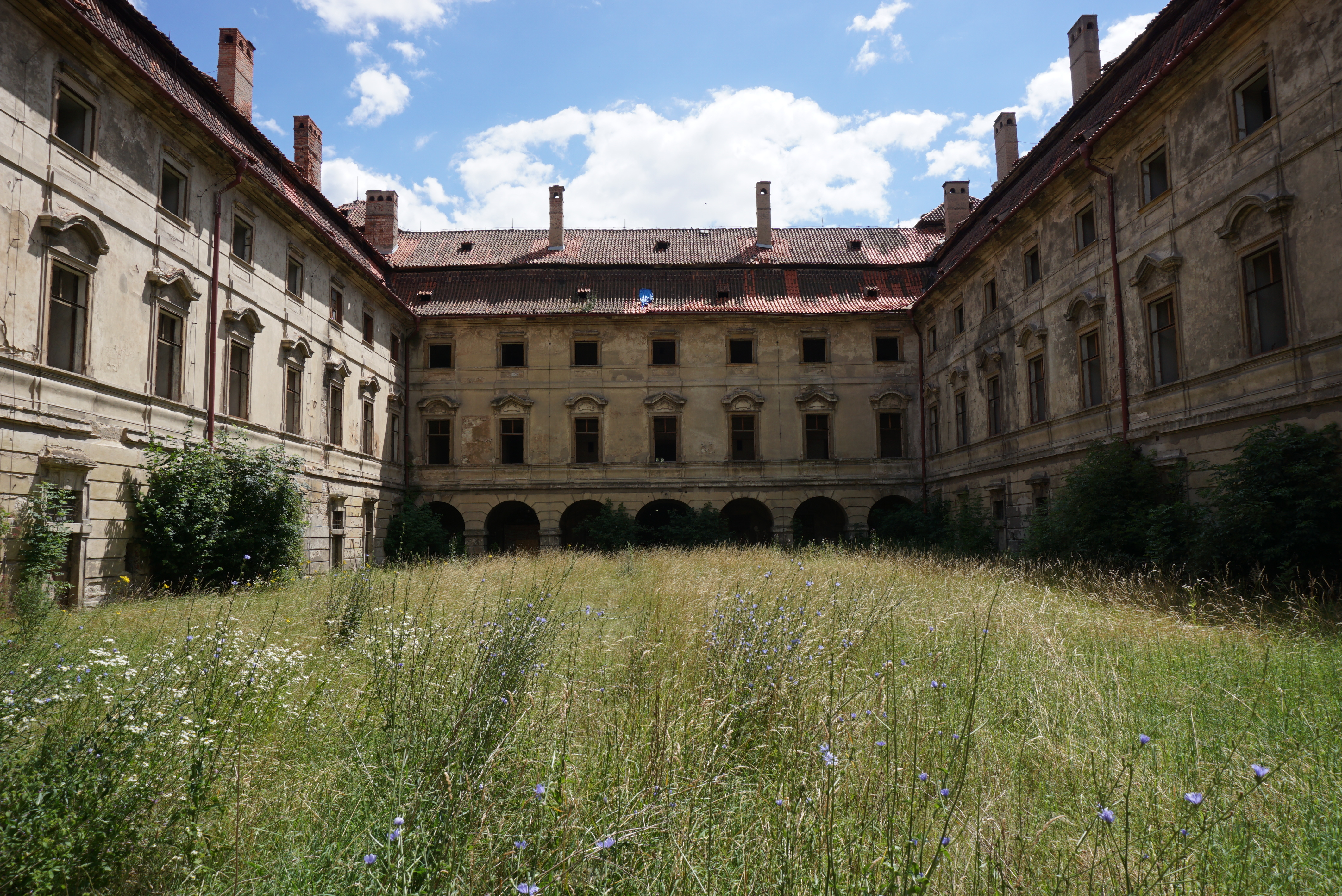
Cour du château

Dans la seconde moitié du XXe siècle, le château abritait le dépôt de la Bibliothèque d'État de la République tchécoslovaque à Prague.
Après la chute du communisme, la fille du prince Henri, Elisabeth von Pezold, tenta de reprendre possession du château de Postoloprty. Mais les tribunaux tchèques ont rejeté ses demandes en janvier 2015. Entre-temps, le gouvernement tchèque avait vendu le château en 2004 à un homme d'affaires italien, Mauro Piccinini. Au départ, il n'investit pas dans le château en raison de litiges juridiques. Et ensuite, il a essayé de vendre le château au plus vite, ce qui n’a pas abouti. Au cours de sa possession, l'état du château de Postoloprty s'est considérablement détérioré à en devenir alarmant. En raison de cela et de la vétusté de deux autres propriétés appartenant à Piccinini (le château de Cítoliby et, jusqu'en 2013, la ferme baroque de Kystra), des poursuites judiciaires ont été engagées en 2018. Finalement, Piccinini a été condamné à une peine de prison avec sursis.
En octobre 2021, la ville de Postoloprty a acheté le château pour 13,2 millions de CZK dans le but de l'espoir de le restaurer pour accueillir des événements culturels.

## Architecture
Le château d'origine, construit au début du XVIIe siècle, possédait quatre ailes couvertes d'un toit de tuiles. En 1680, lors des rénovations de Georg Ludwig von Sinzendorf, une tour carrée conçue par Jiří Pach de Wiesenthal fut ajoutée. Selon une description de 1739, lorsqu'une tempête a arraché son toit, la tour avait trois étages, une horloge avec des cadrans sur les quatre côtés et une porte au rez-de-chaussée qui menait à la cour.
Lors de la reconstruction dans la seconde moitié du XVIIIe siècle, l'aile nord du château faisant face à la place et la tour furent démolies. Il était prévu qu'il soit reconstruit sur la base d'un projet proposé par Johan Schmidt. Cependant, un projet plus économique d'Andreas Zach a été réalisé et c'est ce monument nous voyons aujourd'hui : un pavillon au bout de l'aile et au milieu un portail néoclassique. Les trois ailes restantes du château, à deux étages, entourent une cour séparée de la ville par une clôture en fer forgé.

## Galerie

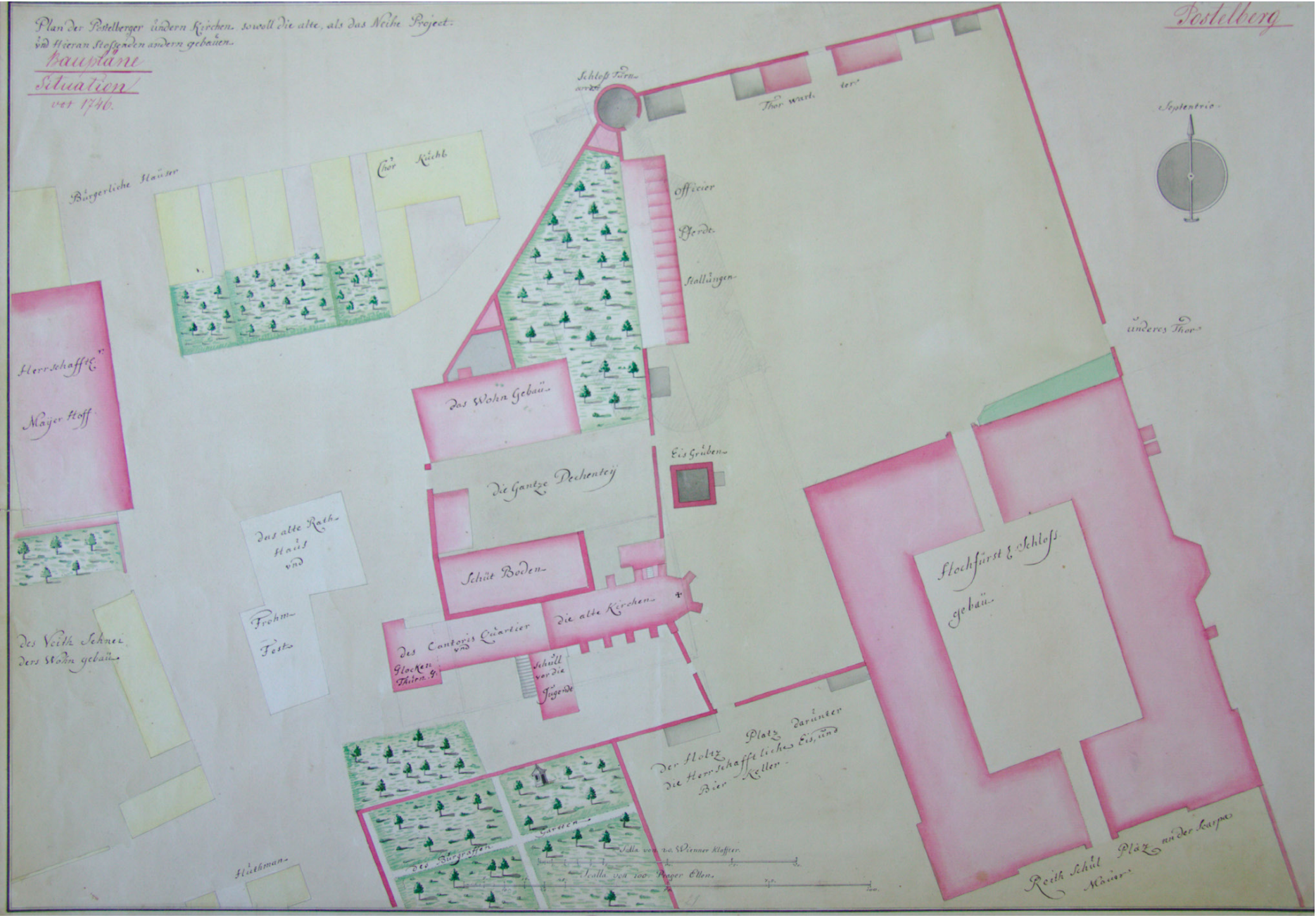
Plan du château et de ses environs direct avant 1746
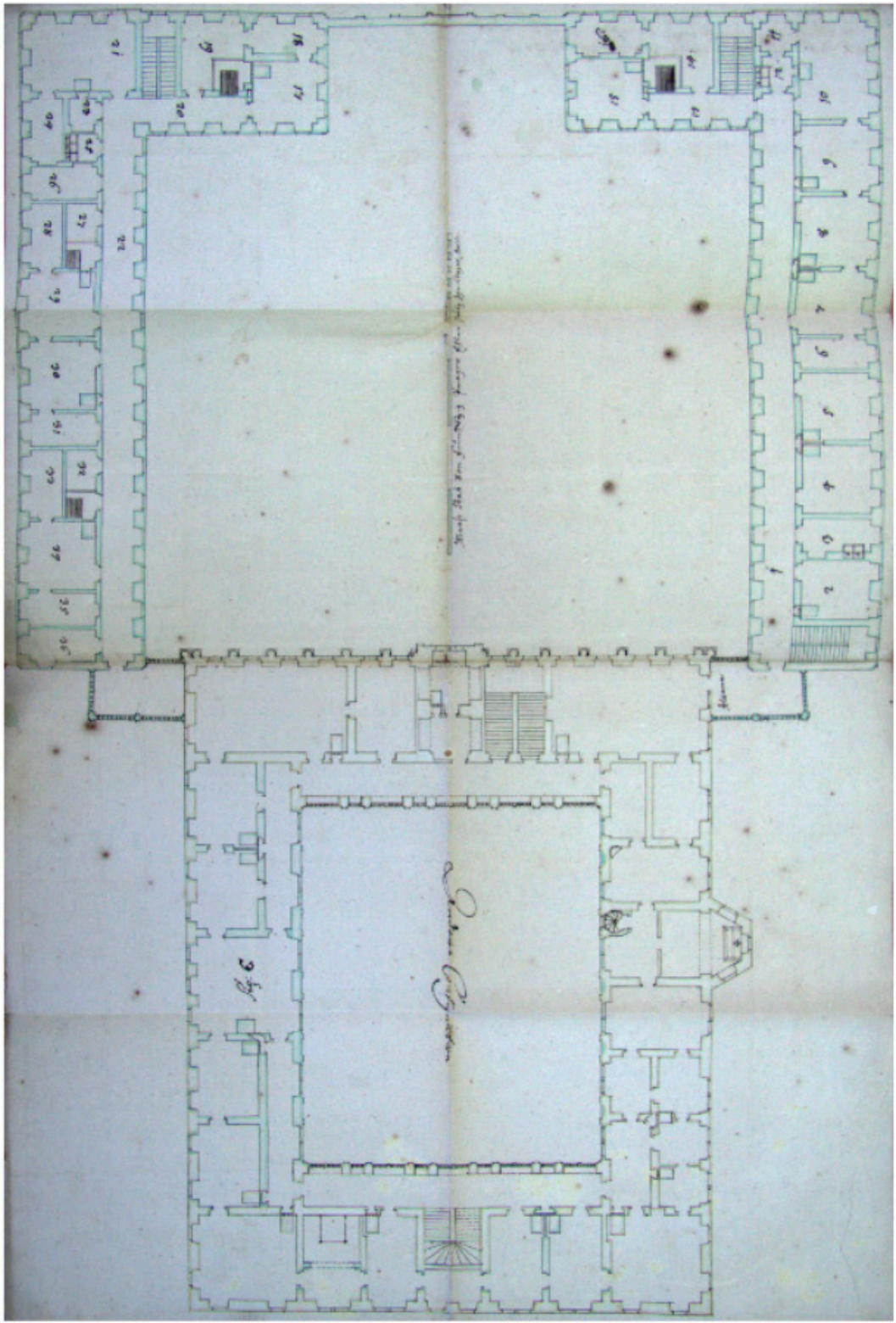
Plan d'étage de Pavel Ignac Bayer (années 1710)
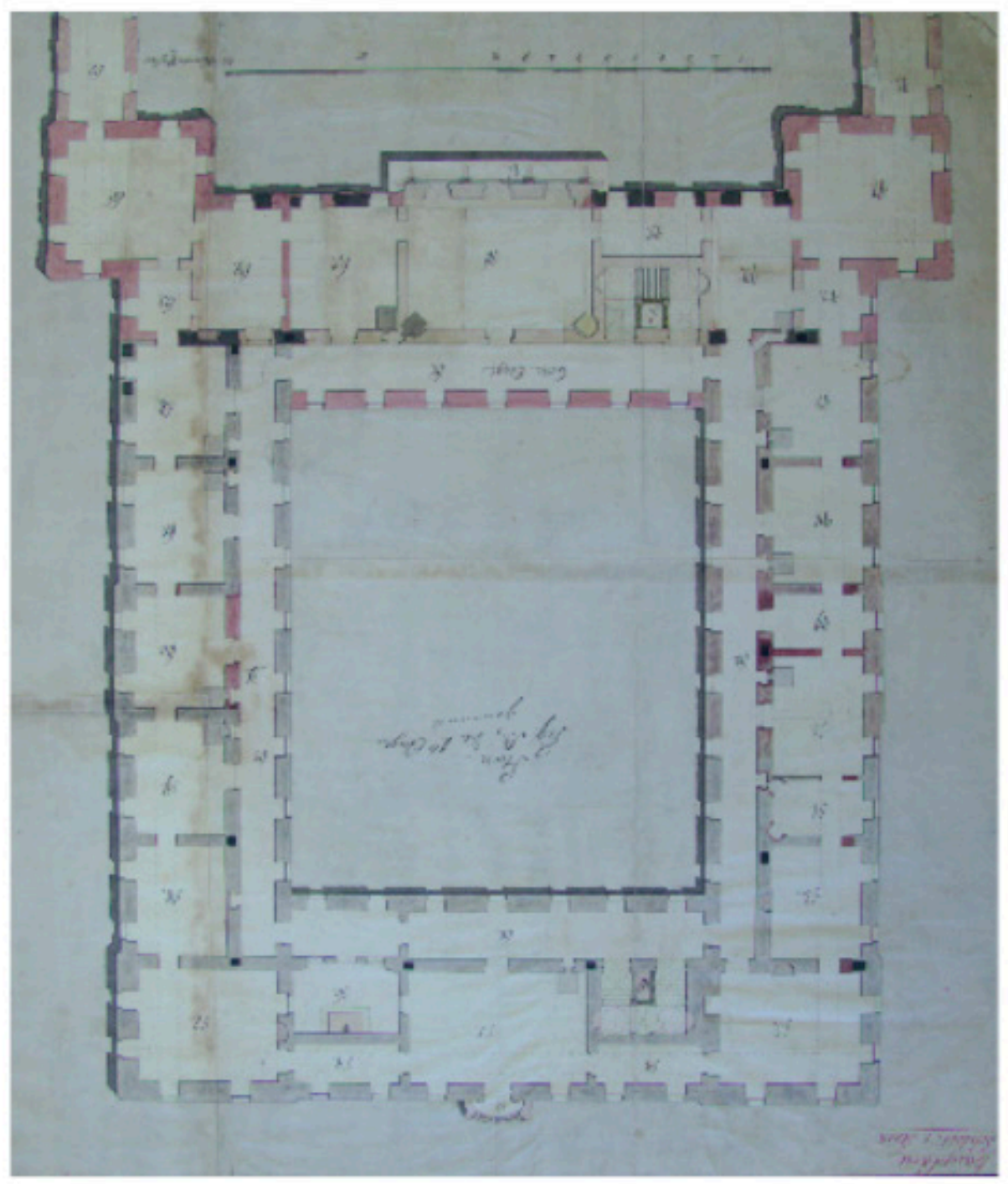
Proposition de reconstruction du plan d'étage Johannes Schmidt (1769)
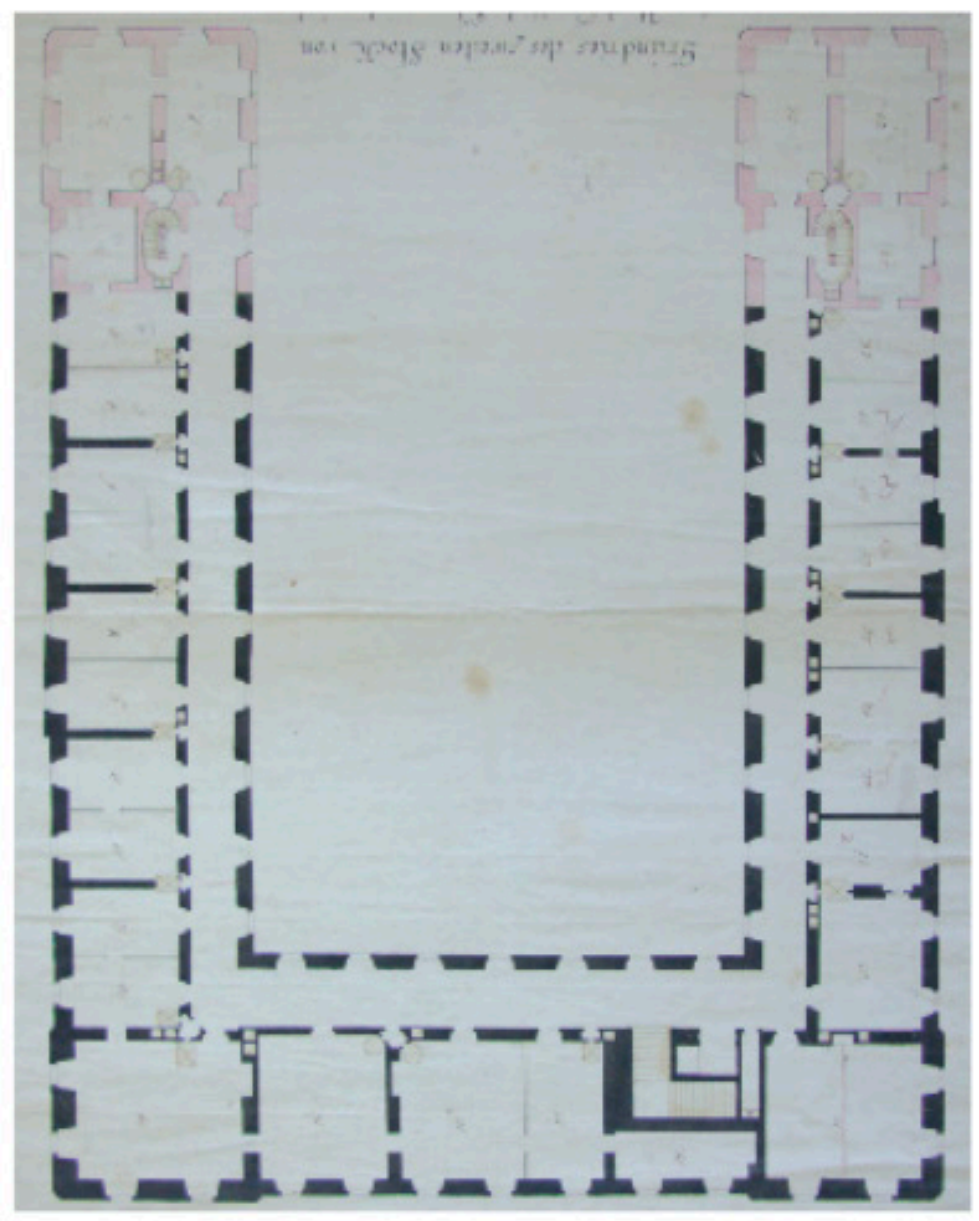
Proposition de reconstruction du plan d'étage Andreas Zach (1783)
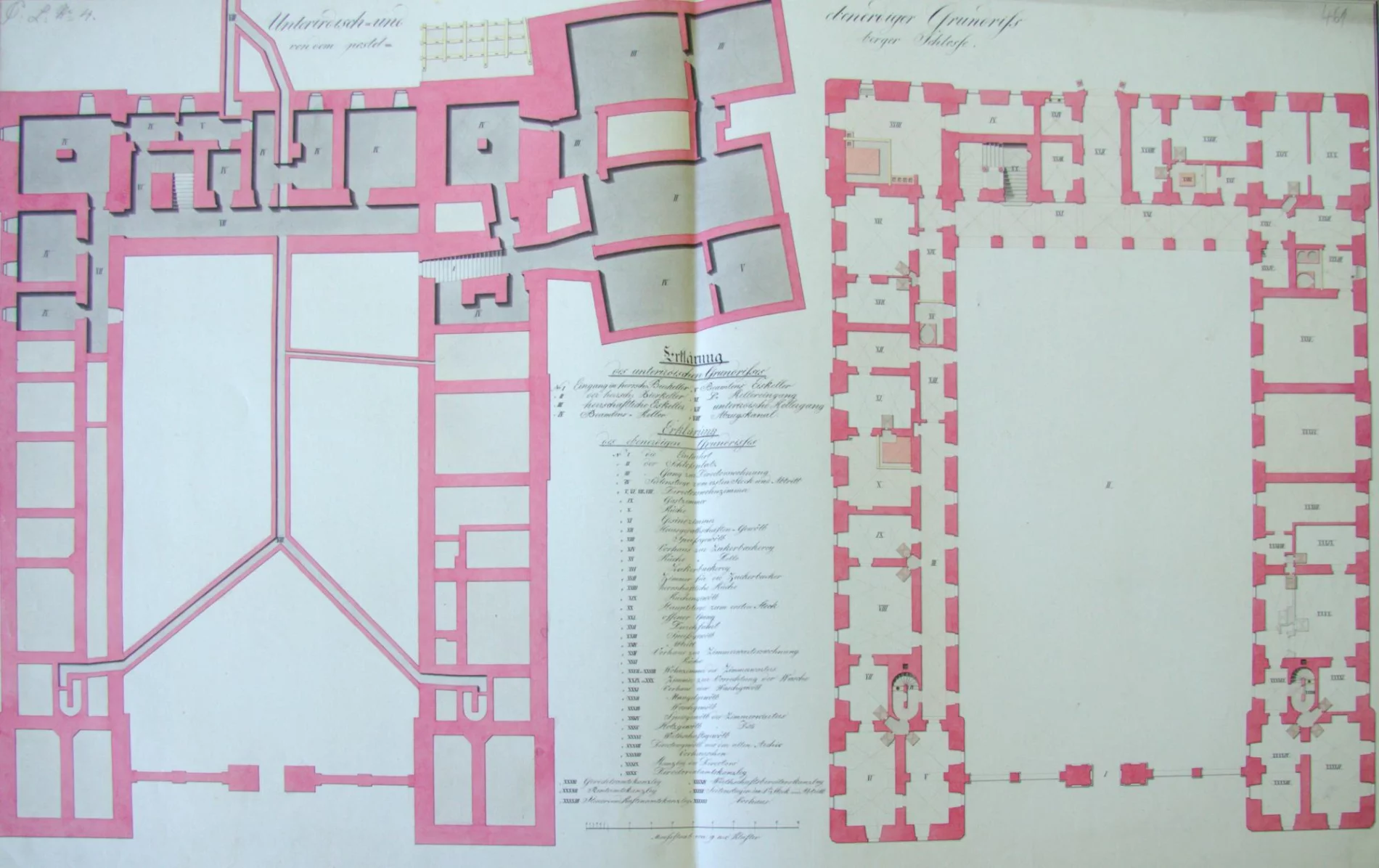
Plan du château du XIXe siècle
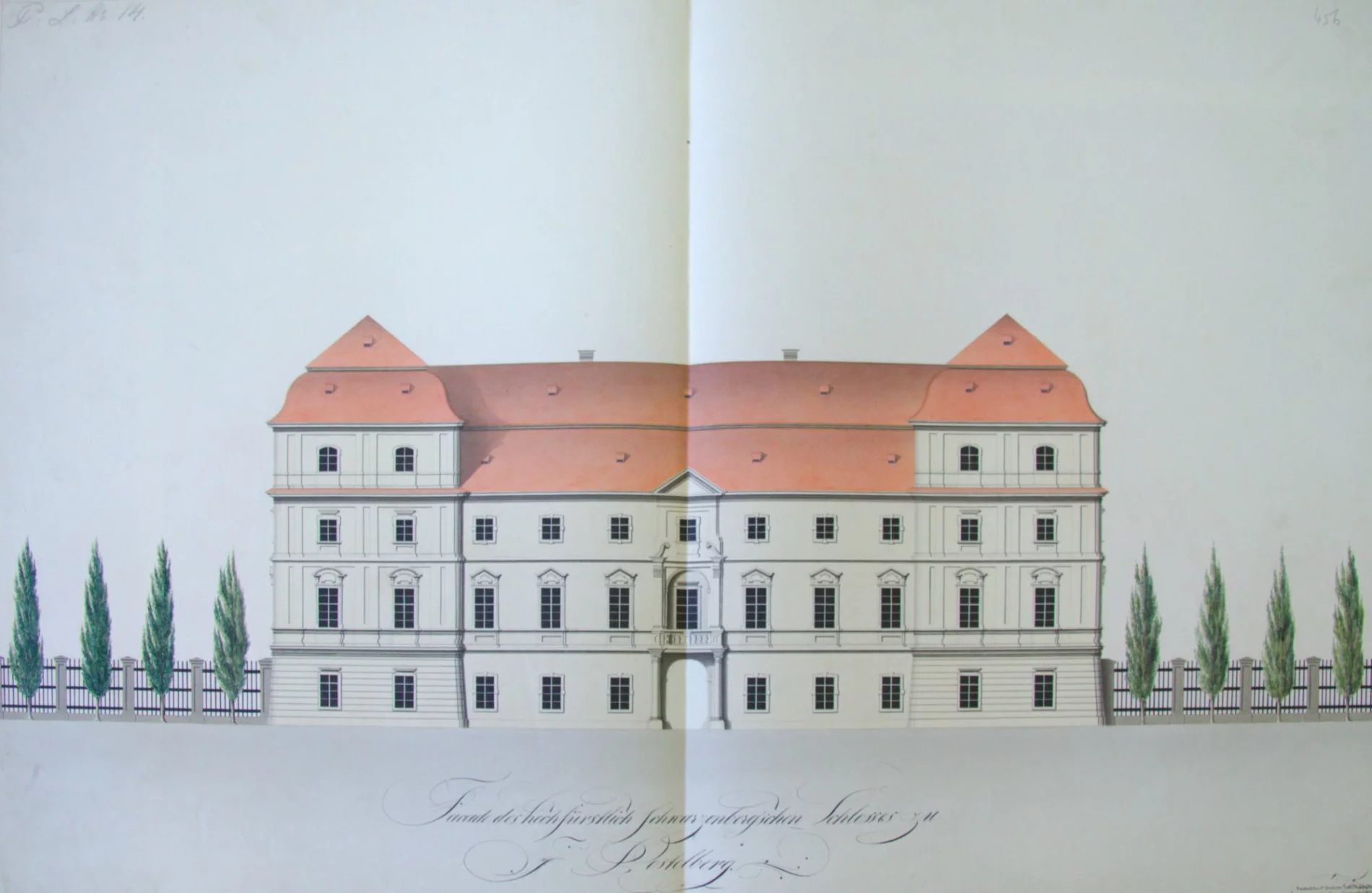
Façade du château

## Littérature
- (cs) August Sedláček, Hrady, zámky a tvrze Království českého. Litoměřicko a Žatecko, Prague, Jiří Čížek – ViGo agency, 2000, 414–415 p., « Postoloprty zámek »
- (cs) Pavel Vlček, Ilustrovaná encyklopedie českých zámků, Prague, Nakladatelství Libri, 2001, 418-419 p. (ISBN 8072770284), « Postoloprty (Louny) »
- (cs) Pavel Jurik, Jihoceské Dominum, Praha, Nakladatelstvi Libri, 2008, 318–319 p. (ISBN 978-80-7277-359-6)